# سعيد العلام
سعيد العلام (مواليد القرن 20 بمدينة الفقيه بن صالح)، هو كاتب روائي مغربي حاصل على دكتوراه في العلوم السياسية وإجازة في الفلسفة وأستاذ التعليم العالي بمركز تكوين مفتشي التعليم بالرباط ورئيس مركز الدراسات والأبحاث في منظومة التربية والتكوين.

## الجوائز
- فاز سعيد العلام بجائزة كتارا للرواية العربية الدورة السادسة 2020، عن روايته: «عذراء غرناطة: حب بين مدينتين».[2]